# Józef Janek Szlajfsztajn

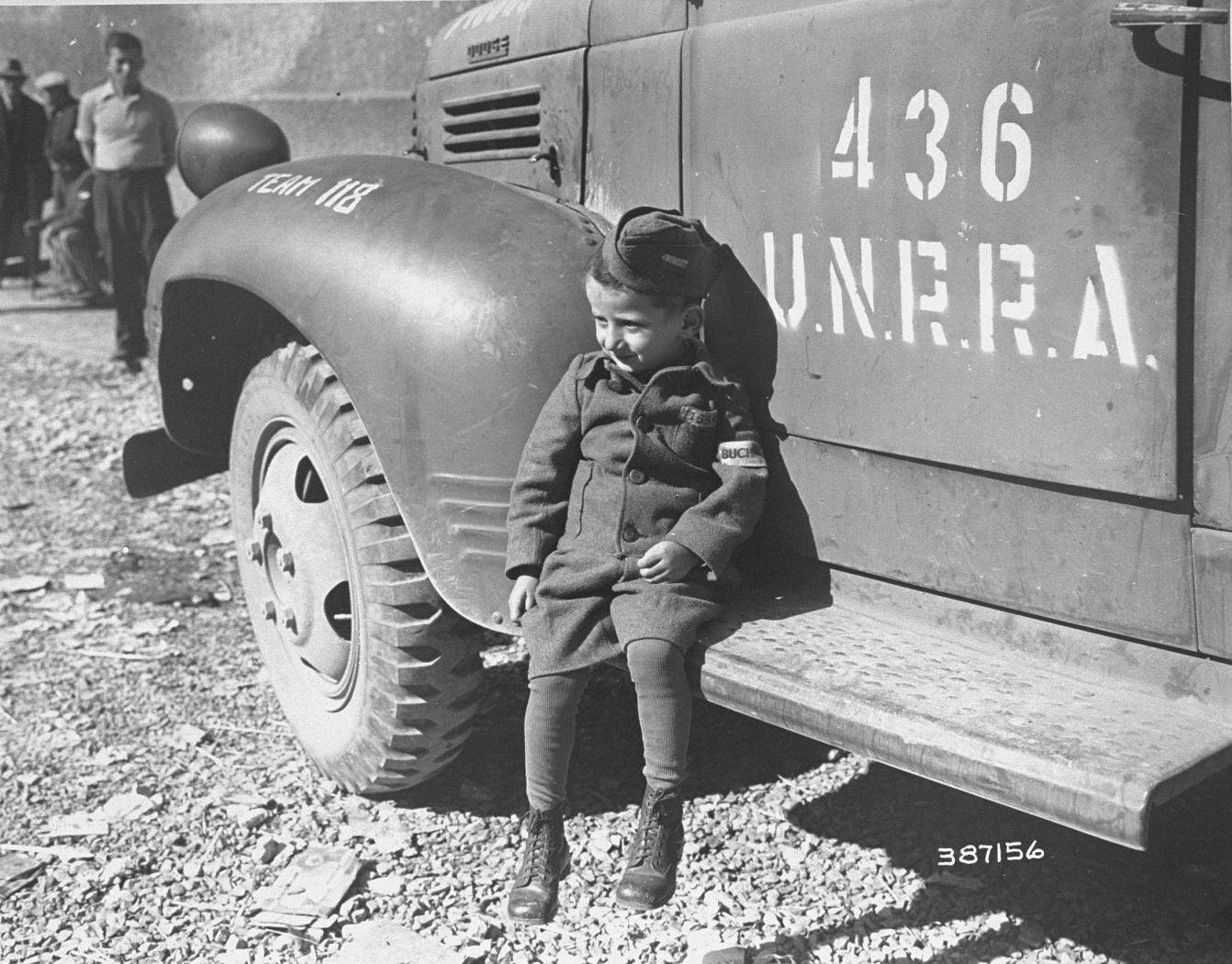
Schleifstein w Buchenwaldzie, wkrótce po wyzwoleniu

Joseph Schleifstein (ur. 7 marca 1941 jako Józef Janek Szlajfsztajn) – Amerykanin polsko-żydowskiego pochodzenia, który mając cztery lata przetrwał pobyt w obozie koncentracyjnym Buchenwald podczas Holokaustu. Został ukryty przez ojca w dużym worku, dzięki czemu po przybyciu do obozu nie został wykryty przez strażników SS. Inni więźniowie pomagali jego ojcu w ukrywaniu go. Schleifstein zdołał dożyć do wyzwolenia obozu przez Amerykanów. Po II wojnie światowej Schleifstein i jego rodzice wyemigrowali do Stanów Zjednoczonych. Przez dziesięciolecia nie rozmawiał o swoich wojennych przeżyciach, nawet ze swoimi dziećmi. Jego sprawa zyskała rozgłos w 1999 roku, w rocznicę filmu Życie jest piękne z 1997 roku; odkryto, że historia Schleifsteina była inspiracją dla scenariusza. Doprowadziło to do rozpoczęcia poszukiwań w celu przeprowadzenia z nim wywiadów.

## Przetrwanie
Schleifstein urodził się jako Józef Janek Szlajfsztajn jako syn Israela i Esther Szlafsztajnów w getcie żydowskim pod Sandomierzem podczas okupacji niemieckiej. Schleifstein i jego rodzice mieszkali w getcie sandomierskim do jego likwidacji w czerwcu 1942 r., po czym zostali przeniesieni do getta w Częstochowie, gdzie jego rodzice prawdopodobnie zostali skierowani do pracy w fabryce HASAG. Rodzice Schleifsteina ukrywali syna w piwnicach, ponieważ niemieccy strażnicy zabierali dzieci, które były zbyt małe, by mogły być wykorzystane do pracy. Naziści postrzegali je jako bezużyteczne i wysyłali na śmierć w komorach gazowych w Oświęcimiu. Wspomnienia Schleifsteina z ukrywania się w piwnicach i ciemnych miejscach prześladowały go przez lata, wywołując koszmary, budząc lęk przed śmiercią i trwającą całe życie niechęć do przebywania w ciemności.
W 1943 r. rodzina została deportowana do obozu koncentracyjnego Buchenwald. Po przybyciu rodzice Schleifsteina zostali wysłani na prawo, aby stać się niewolniczą siłą roboczą, a on sam został wysłany na lewo, do grupy małych dzieci i osób starszych lub uznanych w inny sposób za niezdolnych do pracy, którzy mieli zostać natychmiast zamordowani. Dokument American Jewish Joint Distribution Committee (JDC) z 1947 r., który po raz pierwszy ujawnił przypadek Schleifsteina, stwierdza, że „w ogólnym zamieszaniu związanym z ustawianiem się w kolejce ojciec Josepha znalazł duży worek i, surowo ostrzegając, by zachować absolutną ciszę, umieścił w nim swojego 2,5-letniego syna”. Worek, zawierający skórzane narzędzia rzemieślnicze ojca i trochę ubrań, pozwolił Schleifsteinowi zostać przemyconym do obozu, niezauważonym przez strażników. Matka Schleifsteina została wysłana do obozu koncentracyjnego Bergen-Belsen. Ci, których ustawiono po lewej stronie, zostali zamordowani.
Przez pewien czas Schleifstein był ukrywany przez swojego ojca z pomocą dwóch antyfaszystowskich niemieckich więźniów, ale w końcu został odkryty. Strażnicy SS polubili chłopca i zaczęli traktować go jak „obozową maskotkę”, szyjąc dla niego mały mundurek obozowy i każąc mu brać udział w porannych apelach, podczas których salutował strażnikowi i meldował: „Wszyscy więźniowie obecni”. Niemniej jednak, podczas oficjalnych inspekcji przeprowadzanych przez nazistowskich urzędników Schleifstein musiał być ukrywany. Wspominał, że raz został ustawiony w kolejce do egzekucji, ale został uratowany dzięki interwencji ojca. Jego ojciec był ceniony za swoją pracę przy produkcji siodeł i uprzęży. Schleifstein powiedział też, że w pewnym momencie ciężko zachorował i musiał mieszkać w obozowym szpitalu.

## Wyzwolenie

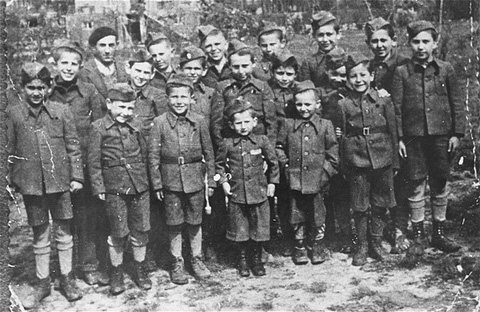
Schleifstein (z przodu, w środku) z innymi dziećmi z Buchenwaldu, po wyzwoleniu

Schleifstein i jego ojciec zostali wyzwoleni przez armię amerykańską 12 kwietnia 1945 r. Żołnierze znaleźli w Buchenwaldzie ponad 21 000 więźniów, w tym prawie 1000 nieletnich, głównie nastolatków. Schleifstein był wielokrotnie fotografowany po wyzwoleniu obozu, wśród fotografii znalazło się godne uwagi zdjęcie przedstawiające go siedzącego na stopniu ciężarówki United Nations Relief and Rehabilitation Administration (patrz zdjęcie na początku artykułu). On i inne małe dzieci nie miały w co się ubrać z powodu braku odzieży, więc uszyto im stroje z mundurów żołnierzy niemieckich. Wspomnienia Schleifsteina z wyzwolenia zostały zapisane przez JDC w dokumencie z 1947 roku: „Joseph wspomina ten dzień z radością z kilku powodów. Po pierwsze dlatego, że od tego dnia nie musiał się już ukrywać. Po drugie, ponieważ zaczął dostawać „dużo więcej do jedzenia i picia”. I po trzecie, co Joseph wspominał z największą radością, ponieważ było „wiele i jeszcze więcej” przejażdżek w amerykańskich czołgach i jeepach”.
Po wyzwoleniu JDC zorganizowało dla Schleifsteina i jego ojca leczenie w Szwajcarii. Kilka miesięcy później wrócili do Niemiec w poszukiwaniu jego matki, którą ostatecznie znaleźli w miejscowości Dachau. Rodzina mieszkała tam przez jakiś czas, a następnie wyemigrowała do Stanów Zjednoczonych w 1948 roku z pomocą JDC. Mieszkając tam, Joseph udzielił wywiadu dziennikarzowi i został sfotografowany w mundurze z Buchenwaldu. Brał także udział w procesie załogi obozu Buchenwald, toczącym się w Dachau w Niemczech przed amerykańskim trybunałem wojskowym w dniach od 11 kwietnia do 14 sierpnia 1947. Schleifstein zeznawał w postępowaniu karnym przeciwko oskarżonym, 31 byłym strażnikom i funkcjonariuszom obozowym. Spośród 31 oskarżonych, w tym czterech więźniów oskarżonych o przestępstwa przeciwko innym więźniom, 22 zostało skazanych na karę śmierci; reszta otrzymała wyroki więzienia.
Przez dziesięciolecia Schleifstein nie rozmawiał o swoich doświadczeniach, nawet z własnymi dziećmi. Po premierze filmu Roberta Benigniego Życie jest piękne, opowiadającego o dziecku w obozie koncentracyjnym, archiwista JDC natknął się na dokumenty dotyczące Schleifsteina podczas szukania materiałów na wystawę. Jedno ze zdjęć na wystawie było autorstwa Wendy Ewald i przedstawiało Schleifsteina. Poszukiwania przeprowadzone przez JDC i „The Jewish Week” opierały się tylko na kilku wskazówkach, ale po miesiącu znaleziono Schleifsteina mieszkającego w Nowym Jorku. Rodzina osiedliła się na Brooklynie, gdzie w 1950 roku urodził się brat Josepha, Benjamin. Israel Schleifstein zmarł w 1956 roku, a jego żona Esther w 1997 roku. Joseph Schleifstein pracował w AT&T przez 25 lat, aż do przejścia na emeryturę w 1997 roku.